# Montbizot
Montbizot település Franciaországban, Sarthe megyében. Lakosainak száma 1833 fő (2022. január 1.). Montbizot Teillé, Souillé, Souligné-sous-Ballon, Ballon-Saint-Mars, La Guierche, Sainte-Jamme-sur-Sarthe és Saint-Jean-d’Assé községekkel határos.

## Népesség
A település népességének változása:
| Lakosok száma | 1786 | 1823 | 1840 | 1803 | 1794 | 1804 | 1821 | 1826 | 1833 |
|               | 2013 | 2015 | 2016 | 2017 | 2018 | 2019 | 2020 | 2021 | 2022 |